# Miren Lazkano
Miren Lazkano Zuriarrain (San Sebastián, 16 de junio de 1997) es una deportista española que compite en piragüismo en la modalidad de eslalon.
Ganó una medalla de plata en el Campeonato Mundial de Piragüismo en Eslalon de 2021 y tres medallas en el Campeonato Europeo de Piragüismo en Eslalon entre los años 2014 y 2021.
Participó en los Juegos Olímpicos de París 2024, ocupando el décimo lugar en la prueba de C1 y el decimoséptimo en el kayak cross.

## Palmarés internacional
| Campeonato Mundial | Campeonato Mundial      | Campeonato Mundial | Campeonato Mundial |
| Año                | Lugar                   | Medalla            | Competición        |
| ------------------ | ----------------------- | ------------------ | ------------------ |
| 2021               | Bratislava (Eslovaquia) | Medalla de plata   | C1 por equipos     |
| Campeonato Europeo |                         |                    |                    |
| Año                | Lugar                   | Medalla            | Competición        |
| 2014               | Viena (Austria)         | Medalla de plata   | C1 por equipos     |
| 2018               | Praga (República Checa) | Medalla de bronce  | C1 por equipos     |
| 2021               | Ivrea (Italia)          | Medalla de oro     | C1 individual      |